# Megan Kalmoe
Megan Kalmoe est une rameuse américaine née le 21 août 1983 à Minneapolis.

## Biographie
Aux Jeux olympiques d'été de 2012 à Londres, elle obtient avec Natalie Dell, Kara Kohler et Adrienne Martelli la médaille de bronze en quatre de couple.

## Palmarès

### Jeux olympiques
- 2012 à Londres,  Royaume-Uni
  -  Médaille de bronze en quatre de couple

### Championnats du monde
- 2011 à Bled,  Slovénie
  -  Médaille d'argent en quatre de couple